# Georges Rencki
Georges Rencki, właśc. Jerzy Rencki (ur. 4 lipca 1926 w Warszawie, zm. 5 marca 2017 w Neuilly-sur-Seine) – francuski prawnik i urzędnik europejski pochodzenia polskiego, uczestnik konspiracji w czasie II wojny światowej, powstaniec warszawski, wykładowca.

## Życiorys
Jego ojciec, Juliusz Rencki, prawnik, padł ofiarą zbrodni katyńskiej. Matka była z pochodzenia Szwajcarką.
W okresie okupacji niemieckiej uczestniczył w konspiracji, w 1941 założył z kolegami Warszawskie Koło Lotnicze, w którym pełnił funkcję sekretarza, później w roli sekretarza dołączył do redakcji podziemnego pisma „Wzlot”. Od 1943 służył w oddziale specjalnym por. Tadeusza Gaworskiego ps. Lawa. W 1944 ukończył Szkołę Młodszych Dowódców Lotnictwa. Brał udział w powstaniu warszawskim w szeregach IV plutonu 2 kompanii lotniczej batalionu „Zaremba” – „Piorun”. Po upadku powstania trafił do Oflagu VII-A Murnau.
Po wojnie pozostał na emigracji. Studiował w Londynie, Fryburgu, a następnie w Paryżu, gdzie uzyskał doktorat z prawa. Otrzymał obywatelstwo francuskie. Zaangażował się w działalność na rzecz integracji europejskiej, w 1948 współzakładał Międzyuniwersytecką Unię Federalistyczną, w której do 1951 pełnił funkcję sekretarza generalnego. W latach 1951–1954 był sekretarzem generalnym w Europejskim Zgromadzeniu Młodzieży Politycznej, gromadzącym organizacje młodzieżowe europejskich partii demokratycznych. Działał w Ruchu Europejskim, w sekretariacie międzynarodowym tej organizacji odpowiadał za stosunki zewnętrzne (od 1954).
W latach 1958–1991 pracował w instytucjach Wspólnoty Europejskiej, specjalizował się w zakresie europejskiej polityki rolnej i kwestii regionalnych. Był zastępcą dyrektora biura wiceprzewodniczącego Komisji Europejskiej Sicco Mansholta (1958–1959). Przez kolejne lata w Dyrekcji Generalnej ds. Rolnictwa kierował wydziałem odpowiedzialnym za stosunki z organizacjami rolniczymi, przemysłowymi i handlowymi (1959–1968), a następnie wydziałem zajmującym się reformą wspólnej polityki rolnej oraz pomocą dla rolników (1968–1977). Od 1977 do 1988 pełnił funkcję dyrektora w Dyrekcji Generalnej ds. Polityki Regionalnej odpowiedzialnego za koordynację polityk krajowych, studiów i analiz, a od 1989 za formułowanie i implementację polityk regionalnych oraz negocjacje reformy funduszy strukturalnych. Po przejściu na emeryturę był specjalnym doradcą Komisji ds. reformy polityki regionalnej. Otrzymał tytuł Honorowego Dyrektora Generalnego Komisji Europejskiej.
Po 1991 był doradcą premierów Polski, doradzał Jerzemu Buzkowi w trakcie negocjacji w sprawie przystąpienia Polski do Unii Europejskiej.
Wykładał w Kolegium Europy w Brugii i Natolinie oraz na Université d’Aix-Marseille II. Był autorem publikacji na temat polityki regionalnej, wspólnej polityki rolnej i Unii Europejskiej.

## Odznaczenia
- Krzyż Walecznych
- Krzyż Oficerski Orderu Odrodzenia Polski[4]
- Oficer Legii Honorowej
- Kawaler Orderu Zasługi Rolniczej